# Kambainallur
Kambainallur (o Kambainallore) è una suddivisione dell'India, classificata come town panchayat, di 10.847 abitanti, situata nel distretto di Dharmapuri, nello stato federato del Tamil Nadu. In base al numero di abitanti la città rientra nella classe IV (da 10.000 a 19.999 persone).

## Geografia fisica
La città è situata a 12° 12' 52 N e 78° 20' 18 E.

## Società

### Evoluzione demografica
Al censimento del 2001 la popolazione di Kambainallur assommava a 10.847 persone, delle quali 5.611 maschi e 5.236 femmine. I bambini di età inferiore o uguale ai sei anni assommavano a 1.464, dei quali 783 maschi e 681 femmine. Infine, coloro che erano in grado di saper almeno leggere e scrivere erano 5.807, dei quali 3.460 maschi e 2.347 femmine.